# SMArt 155
 (février 2024).
La mise en forme du texte ne suit pas les recommandations de Wikipédia : il faut le « wikifier ».
Les points d'amélioration suivants sont les cas les plus fréquents :
- Les titres sont pré-formatés par le logiciel. Ils ne sont ni en capitales, ni en gras.
- Le texte ne doit pas être écrit en capitales (les noms de famille non plus), ni en gras, ni en italique, ni en « petit »…
- Le gras n'est utilisé que pour surligner le titre de l'article dans l'introduction, une seule fois.
- L'italique est rarement utilisé : mots en langue étrangère, titres d'œuvres, noms de bateaux, etc.
- Les citations ne sont pas en italique mais en corps de texte normal. Elles sont entourées par des guillemets français : « et ».
- Les listes à puces sont à éviter, des paragraphes rédigés étant largement préférés. Les tableaux sont à réserver à la présentation de données structurées (résultats, etc.).
- Les appels de note de bas de page (petits chiffres en exposant, introduits par l'outil «  Source ») sont à placer entre la fin de phrase et le point final[comme ça].
- Les liens internes (vers d'autres articles de Wikipédia) sont à choisir avec parcimonie. Créez des liens vers des articles approfondissant le sujet. Les termes génériques sans rapport avec le sujet sont à éviter, ainsi que les répétitions de liens vers un même terme.
- Les liens externes sont à placer uniquement dans une section « Liens externes », à la fin de l'article. Ces liens sont à choisir avec parcimonie suivant les règles définies. Si un lien sert de source à l'article, son insertion dans le texte est à faire par les notes de bas de page.
- La présentation des références doit suivre les conventions bibliographiques. Il est recommandé d'utiliser les modèles {{Ouvrage}}, {{Chapitre}}, {{Article}}, {{Lien web}} et/ou {{Bibliographie}}. Le mode d'édition visuel peut mettre en forme automatiquement les références.
- Insérer une infobox (cadre d'informations à droite) n'est pas obligatoire pour parachever la mise en page.

Pour une aide détaillée, merci de consulter Aide:Wikification.
Si vous pensez que ces points ont été résolus, vous pouvez retirer ce bandeau et améliorer la mise en forme d'un autre article.

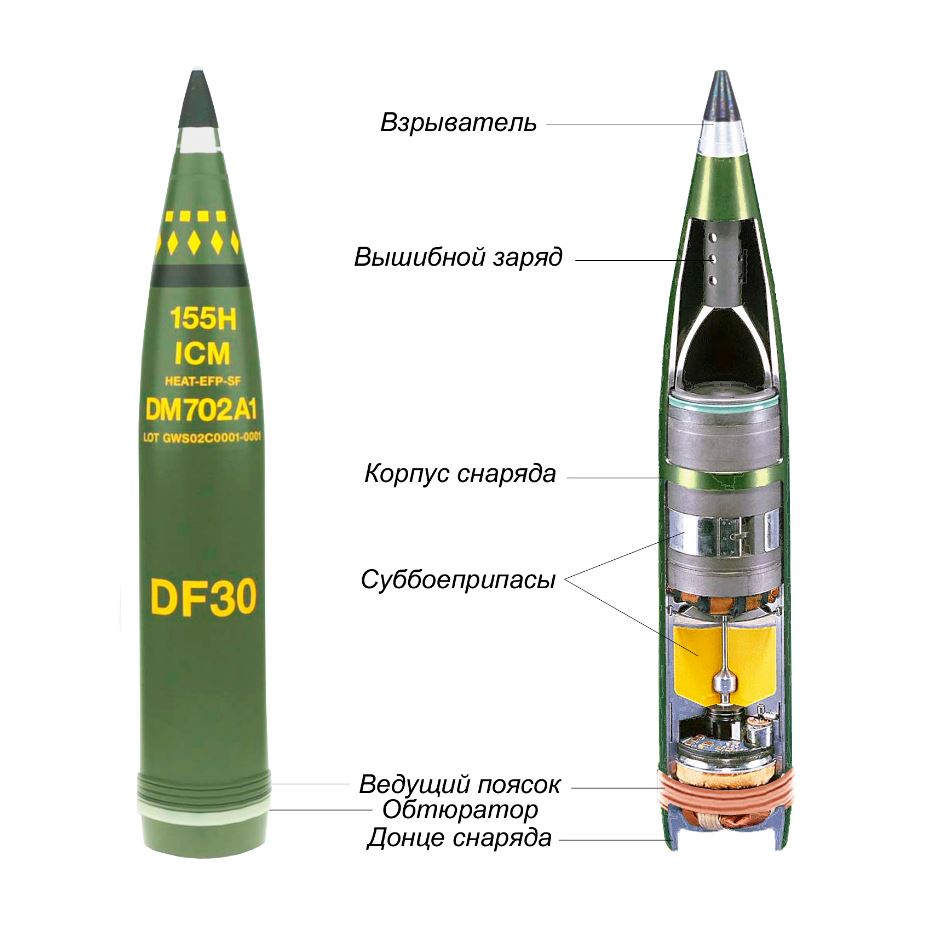

Le SMArt 155 est un obus d'artillerie allemand de calibre 155 mm conçu pour un rôle de tir indirect attaque par le haut à longue portée contre les véhicules blindés. Le projectile a été développé en 1989 par Diehl BGT Defence à Überlingen, en Allemagne, avec Rheinmetall et a commencé sa production à plein régime pour l'armée allemande en 1998. Il se compose d'un projectile d'artillerie de 47 kg contenant deux sous-munitions autonomes, fusionnées par capteur, "tire et oublie".
En raison des sous-munitions, certains la considèrent comme une arme à sous-munitions. Depuis 2008, des représentants du ministère allemand de la Défense ont indiqué qu'elles n'étaient pas classées parmi les armes à sous-munitions, interdites par la Convention sur les armes à sous-munitions de 2008.

## Description
Le nom SMArt 155 est une contraction de son nom allemand, « Suchzünder Munition für die Artillerie 155 » (qui signifie « munition à capteur-détonateur pour artillerie de 155 mm »).

## Historique
Le projectile a été développé en 1989, et GIWS ont démarré à plein tarif production pour l'armée allemande en 1998.

## Opération
| Phase | Image                                          | Description |
| ----- | ---------------------------------------------- | --- |
| 1     | Une pièce d'artillerie tire un obus SMArt-155  | Un obus SMArt-155 est tiré à partir d'un tube d'artillerie rayé standard de 155 mm. |
| 2     | La ronde vole dans les airs                    | L'obus vole sur un arc balistique, avec une portée de 27,5 kilomètres (17,1 mi) |
| 3     | L'éjecteur retire les sous-munitions de l'obus | En plein vol, une fusée à minuterie allume une petite fusée à éjecteur dans le nez, qui entraîne les deux sous-munitions hors du boîtier de l'obus. |
| 4     | Les sous-munitions tombent librement           | Une fois dégagées de l'obus, les sous-munitions tombent vers la cible. La coque et le nez tombent. |
| 5     | Les sous-munitions sur parachutes              | Les sous-munitions déploient des parachutes et tirent indépendamment sur la zone concernée, recherchant des cibles. |
| 6     | Une sous-munition explose au-dessus d'un char  | Une fois qu'une sous-munition détecte un véhicule cible en dessous d'elle, elle fait exploser sa charge utile explosive. Cela crée une charge génératrice de noyau à grande vitesse qui frappe le véhicule cible par le haut, là où le blindage est relativement faible, pour un effet maximal. |

## Opérateurs

Carte avec les opérateurs SMArt 155 en bleu avec les anciens opérateurs en rouge

### Opérateurs actuels
- Armée australienne[4],[5] – remplacé par M712 Copperhead
- Armée britannique – connu sous le nom de « BSFM », utilisé avec le AS-90[6],[7],[8]
- Armée allemande – connu sous le nom de « DM702 », utilisé avec le Panzerhaubitze 2000[4]
- Armée hellénique – utilisé avec le Panzerhaubitze 2000[4]
- Armée suisse[9] – utilisé avec le M109 KAWEST WE, elle en dispose en nombre limité et d'ancienne génération en ce qui concerne les capteurs[10], son équivalent pour mortier est la Strix (munition).
- Forces armées émiriennes[11]
- Forces armées de l'Ukraine – utilisé avec le Panzerhaubitze 2000[12]

Depuis 2005, GIWS et ses partenaires ont également fait la démonstration de SMArt à un certain nombre d'autres armées, notamment celles des États-Unis, des Émirats arabes unis (pour utilisation dans leur obusier G6 existant), Pérou, et l'Inde.